# Gateway to the Savage Frontier
Gateway to the Savage Frontier ist ein Computer-Rollenspiel von SSI auf Grundlage des Rollenspiel-Regelwerks Advanced Dungeons & Dragons. Das von Beyond Software entwickelte Spiel verwendet die mit Pool of Radiance erstmals genutzte Spiel-Engine und eröffnet innerhalb der Gold-Box-Reihe die neue Unterreihe A Savage Frontier Fantasy Role-Playing Epic. Es erschien 1991 für Amiga, DOS und Commodore 64. 1992 wurde es mit Treasures of the Savage Frontier abschließend fortgesetzt.

## Handlung
Wie auch die Reihe um Pool of Radiance spielt Gateway to the Savage Frontier in der Kampagnenwelt der Vergessenen Reiche. Das Spiel verlegt den Schauplatz der Erzählung jedoch vom Mondsee und den Tallanden an die im Westen gelegene Schwertküste, in eine Region, die auch als Der Wilde Norden (engl.: Savage Frontier) bezeichnet wird. Die Heldengruppe des Spielers bemerkt nach durchzechter Nacht, dass ihnen ihr gesamtes Hab und Gut gestohlen worden. Mit den wenigen verbliebenen finanziellen Reserven müssen sie sich neu ausrüsten und erhalten den Auftrag, in der Stadt Yartar einen Priester des Tyrannos (engl.: Bane), Gott der Tyrannei, auszuschalten. Dies erweist sich jedoch als fataler Irrtum, da mit seinem Tod der Widerstand gegen einen Eroberungszug der ebenfalls bösartigen Kraken entscheidend geschwächt wurde. Wie sich dann im weiteren Verlauf des Spiels herausstellt, ist dies nur ein Baustein im Versuch der Zhentarim und ihres Generals Vaalgamon, ihren Einfluss auf die Region auszudehnen. Die Helden müssen vier magische Statuen vor den Zhentarim in ihren Besitz bringen und sich im Finale in der untergangenen Stadt Ascore den Urhebern des Komplotts in den Weg stellen.

## Rezeption
Wie auch bei anderen Gold-Box-Spielen führte die bei Gateway to the Savage Frontier mittlerweile drei Jahre alte Technik zu zunehmender Kritik, auch wenn die inhaltliche Ausgestaltung weiterhin auf positive Resonanz stieß.

„Dieses Spiel beweist, daß man auch aus dem „alten“ AD&D-System noch vieles herausholen kann. Bei Gateway ist die Story spannend und appetitlich in viele kleine Einzelmissionen aufgeteilt. Mit VGA-Bildchen und dem bewährten Steuerungs- und Kampfsystem macht die Sache doch gleich mehr Spaß als zuletzt beim einfallslosen „Death Knights of Krynn“.“

Laut einer Retrospektive von Allen Rausch und Miguel Lopez 2004 für Gamespy „war es eine ausgefeilte Überarbeitung der frühen Spiele der Goldbox-Reihe und fühlte sich für diejenigen, die der weitschweifigen Konventionen der letzten Teile überdrüssig geworden waren, sehr willkommen an“.
SSI konnte von Gateway to the Savage Frontier rund 62.500 Kopien absetzen. Im August 1991 führte es die nordamerikanischen DOS-Verkaufscharts an.
In Kooperation mit dem Onlineanbieter AOL entwickelten Beyond Software und SSI auf derselben technischen Grundlage das MMORPG Neverwinter Nights, das noch im gleichen Jahr wie Gateway to the Savage Frontier erschien und ebenfalls in der Savage Frontier spielt. Es gilt als das erste grafische MMORPG. Im Folgejahr erschien die Fortsetzung Treasures of the Savage Frontier.